# Dave Fennoy
Dave Fennoy est un acteur américain spécialisé dans la création de voix. Il est notamment connu pour ses participations aux jeux Telltale Games, dans lesquels il interprète Lee Everett (The Walking Dead), Barbe bleue (The Wolf Among Us), Finch (Tales from the Borderlands), Gabriel le guerrier (Minecraft: Story Mode) ainsi que Lucius Fox (Batman: The Telltale Series), personnage qu'il interprète également dans Batman: Arkham Knight.

## Création de voix

### Télévision

#### Séries d'animation
- 2011 : Star Wars: The Clone Wars : Pong Krell (4 épisodes)
- 2012 : Archer : George (Nestor en VF - saison 3, épisode 6) et le commandant Kellog (saison 3, épisodes 12 et 13)

### Jeux vidéo
- 2010 : StarCraft II: Wings of Liberty : Gabriel Tosh
- 2011 : Fallout: New Vegas - Honest Hearts : Jed Masterson
- 2012 : The Walking Dead : Lee Everett
- 2013 : The Wolf Among Us : Barbe bleue
- 2014 : Tales from the Borderlands : Finch
- 2015 : Batman: Arkham Knight : Lucius Fox
- 2015 : Fallout 4 : Max Loken et Malcolm Latimer
- 2015 : Minecraft: Story Mode : Gabriel le guerrier
- 2016 : Mafia III : Charles Laveau / "La Voix de Delray"
- 2016 : Batman: The Telltale Series : Lucius Fox
- 2017 : Batman: The Enemy Within : Lucius Fox
- 2019 : Gears 5 : Jeremiah Keegan
- 2023 : Marvel's Spider-Man 2